# The Grinch (2000)
The Grinch, ook wel bekend als Dr. Seuss' How the Grinch Stole Christmas!, is een Amerikaanse film uit 2000, gebaseerd op het gelijknamige boek van Dr. Seuss. De film werd geregisseerd door Ron Howard. De hoofdrol werd vertolkt door Jim Carrey.

## Verhaal
De film speelt zich af in een fantasiewereld die bevolkt wordt door humanoïde wezens genaamd Who’s. Kerstmis staat weer voor de deur, en aangezien dit het belangrijkste feest voor de Who’s is, zijn de voorbereidingen in volle gang. In het midden van dit alles staat de jonge Who Cindy Lou. Zij is als enige ervan overtuigd dat het bij de kerst alleen nog maar draait om geschenken en eten, en al lang niet meer om gezelligheid. Wanneer ze het postkantoor bezoekt, komt ze de Grinch tegen; een monsterlijke Who die normaal afgezonderd op een berg leeft. Geschrokken door de Grinch, valt Cindy in de postsorteermachine. Tot haar verrassing redt de Grinch haar, maar wil dit niet toegeven.
Ondanks de Grinch' slechte humeur en enge uiterlijk, begint Cindy te twijfelen aan het feit of hij wel echt zo’n monster is als iedereen beweert. Ze doet wat onderzoek, en ontdekt dat de Grinch altijd al een buitenbeentje is geweest. Hij was altijd al een grappenmaker en probleemzoeker, maar hij was niet echt kwaadaardig. Toen hij nog een kind was, werd hij altijd gepest vanwege zijn uiterlijk, vooral door August May-Who (de huidige burgemeester van het dorp). Alleen zijn vriendin Martha May Whovier was aardig voor hem. Tijdens een kerstmis ging het fout: de Grinch maakte voor Martha een kerstcadeau en probeerde zichzelf te scheren om er wat beter uit te zien. Zijn klasgenoten bespotten hem echter om zijn cadeau en veel snijwonden die hij bij het scheren had opgelopen. Dit was voor de Grinch de druppel. Met schijnbaar bovenmenselijke kracht vernielde hij de kerstversieringen, en maakte zijn haat tegen het feest bekend. Daarna verdween hij op de berg naast het dorp, alwaar hij in een grot ging wonen. Met zijn vaardigheden op het gebied van machines heeft hij de grot omgevormd tot een huis, maar zijn jaren van afzondering hebben hem gemaakt tot wat hij nu is.
Cindy beseft dat ze wellicht de enige is die de Grinch’ begrijpt, en ze zoekt hem tegen beter weten in op in zijn huis. Ze haalt hem over om naar het dorp te gaan en zich verkiesbaar te stellen als duizendste "Holiday Cheermeister" (een variatie op ceremoniemeester). De Grinch wijst het aanbod eerst af, maar gaat later toch akkoord en toont zich voor het eerst in jaren weer in het openbaar. De verbitterde May-Who gebruikt de verkiezingsceremonie echter om de Grinch nog eens goed te vernederen. De Grinch draait wederom door, wijst de Who’s op het feit dat Kerst alleen nog maar om geschenken draait, en vlucht weg, een spoor van vernielingen achterlatend.
Terug op de berg begint de Grinch met een wraakplan. Hij maakt een eigen versie van de Kerstmans slee, waarmee hij die nacht het hele dorp afreist en overal alle kerstcadeaus, versieringen en maaltijden steelt. Hij neemt de spullen mee naar de berg, alwaar hij ze in een afgrond wil gooien.
De volgende ochtend is de kerstsfeer ver te zoeken in het leeggeplunderde dorp, totdat Cindy’s vader de dorpelingen erop wijst dat de Grinch gelijk had. Kerst is de afgelopen jaren veel te commercieel geworden. Hij ziet zelf nu in dat samen zijn met zijn familie alles is wat hij werkelijk nodig heeft voor kerst. De anderen Who’s komen ook langzaam tot inkeer. Op de berg hoort de Grinch het vrolijke kerstgezang uit het dorp, en beseft dat zijn missie gefaald heeft. Eindelijk krijgt de kerstgedachte ook hem te pakken, en zijn voorheen veel te kleine hart groeit tot driemaal zijn oude formaat. Cindy verlaat het dorp, en zoekt de Grinch op. Samen reizen ze op de slee terug naar het dorp, alwaar de Grinch alle gestolen spullen teruggeeft. Iedereen verwelkomt hem, behalve de burgemeester. Martha, die eerder in de film van de Burgemeester een huwelijksaanzoek kreeg, geeft hem de verlovingsring terug met de woorden dat de Grinch haar ware liefde is. Die avond viert het hele dorp kerst in de grot van de Grinch.

## Rolverdeling
| Acteur             | Personage                    |
| ------------------ | ---------------------------- |
| Jim Carrey         | Grinch                       |
| Taylor Momsen      | Cindy Lou Who                |
| Jeffrey Tambor     | Burgemeester Augustus Maywho |
| Christine Baranski | Martha May Whovier           |
| Bill Irwin         | Lou Lou Who                  |
| Molly Shannon      | Betty Lou Who                |
| Clint Howard       | Whobris                      |
| Josh Ryan Evans    | Jonge Grinch                 |
| Landry Allbright   | Jonge Martha May             |
| Ben Bookbinder     | Jonge Augustus Maywho        |
| Mindy Sterling     | Clarnella                    |
| Rachel Winfree     | Rose                         |
| Rance Howard       | Oudere tijdwaarnemer         |
| Jeremy Howard      | Drew Lou Who                 |
| T.J. Thyne         | Stu Lou Who                  |
| Lacey Kohl         | Christina Whoterberry        |
| Nadja Pionilla     | Junie                        |
| Anthony Hopkins    | Verteller                    |

## Nederlandse stemmen
| Acteur                | Personage                 |
| --------------------- | ------------------------- |
| Joost Prinsen         | De Grinch                 |
| Kirsten Fennis        | Cindy Lou Waarom          |
| Paul van Gorcum       | Burgemeester Lou Augustus |
| Sanne Wallis de Vries | Martha May                |

## Vlaamse stemmen
| Acteur         | Personage                 |
| -------------- | ------------------------- |
| Aline Goffin   | Cindy Lou Waarom          |
| Hubert Damen   | Burgemeester Lou Augustus |
| Roos Van Acker | Martha May                |

## Achtergrond

### Vergelijking met het boek
De film is slechts losjes gebaseerd op het boek, en bevat veel extra scènes die zijn toegevoegd om het verhaal uit te breiden tot de lengte van een film. Zo geeft de film de Grinch bijvoorbeeld een geschiedenis die toont waarom hij een hekel heeft aan Kerst en de Who’s.

### Reacties en kritiek
The Grinch was financieel gezien een succes, en haalde in totaal $260.031.035 op.    
Qua kritiek deed de film het echter minder. Rotten Tomatoes gaf de film een 51% score, en Metacritic 46%.

## Prijzen en nominaties
In 2000, 2001 en 2002 werd de Grinch genomineerd voor in totaal 46 prijzen, waarvan hij er 17 won:
2000
- Twee Sierra Awards:
  - Best Costume Design
  - Best Family Film

2001
- De ASCAP Award voor Top Box Office Films - gewonnen
- Drie Oscars:
  - Beste grime - gewonnen
  - Best Art Direction-Set Decoration
  - Best Costume Design
- 8 Saturn Awards:
  - Beste grime - gewonnen
  - Beste muziek - gewonnen
  - Beste acteur (Jim Carrey)
  - Beste Kostuums
  - Beste regisseur
  - Beste fantasyfilm
  - Beste optreden van een jonge acteur (Taylor Momsen)
  - Beste speciale effecten
- De Excellence in Production Design Award voor Feature Film - Period or Fantasy Films
- BAFTA Film Award voor Best Make Up/Hair - gewonnen
- 5 Blockbuster Entertainment Awards:
  - Favoriete acteur – comedy (Jim Carrey) - gewonnen
  - Favoriete vrouw – Nieuwkomer (Taylor Momsen)
  - Favoriete bijacteur – komedie (Jeffrey Tambor)
  - Favoriete bijactrice – komedie (Christine Baranski)
  - Favoriete bijactrice – komedie (Molly Shannon)
- De Canadian Comedy Award voor Film - Pretty Funny Male Performance
- De CDG Award voor Excellence in Costume Design for Film - Period/Fantasy - gewonnen
- De Video Premiere Award voor Best Overall New Extra Features, New Release
- De Empire Award voor beste acteur (Jim Carrey)
- De Golden Globe voor Best Performance by an Actor in a Motion Picture - Comedy/Musical
- De Golden Trailer voor Best Animation/Family
- Twee Hollywood Makeup Artist and Hair Stylist Guild Award - beide gewonnen
  - Best Innovative Hair Styling – Feature
  - Best Special Makeup Effects – Feature
- Twee Blimp Awards - beide gewonnen
  - Favorite Movie
  - Favorite Movie Actor
- De ALFS Award voor acteur van het jaar.
- De MTV Movie Award voor beste schurk - gewonnen
- Vier PFCS Awards:
  - Beste kostuums - gewonnen
  - Beste grime - gewonnen
  - Beste familiefilm
  - Beste visuele effecten.
- Twee Golden Raspberry Awards:
  - Slechtste vervolg
  - Slechtste scenario
- Drie Golden Satellite Awards:
  - Beste kostuums - gewonnen
  - Beste Art Direction
  - Beste visuele effecten.
- De Teen Choice Award voor Film - Choice Hissy Fit - gewonnen
- Twee Young Artist Awards:
  - Best Family Feature Film – Comedy - gewonnen
  - Best Performance in a Feature Film - Young Actress Age Ten or Under

2002
- De Saturn Award voor Best DVD Special Edition Release

## Trivia
- Anthony Hopkins nam al zijn tekst in 1 dag op.
- De film verscheen in Nederland ook in een nagesynchroniseerde versie.
- De eerste make-up sessie van Jim Carrey  duurde acht en een half uur om het aan te brengen, na een tijdje werd het proces verfijnd zodat het slechts drie en een half uur duurde. In totaal bracht Jim Carrey 92 dagen door in de Grinch-make-up. Hij voelde zich zo ongemakkelijk in de latexhuid, dat een marineofficier hem wat technieken leerde om martelingen te weerstaan.
- Ook regisseur Ron Howard liet zich een keer schminken als de Grinch en regisseerde de hele dag met de grime op.
- De gele contactlenzen voor de Grinch’s ogen waren zo oncomfortabel dat Jim Carrey ze soms tijdens het filmen niet kon dragen. In deze scènes werden zijn ogen achteraf geel gekleurd.
- Tijdens de voorproductie waren Eddie Murphy en Jack Nicholson kandidaten voor de hoofdrol.
- Een van de kleine Who's in het koor is de dan negenjarige Q'Orianka Kilcher in haar officiële film- en acteerdebuut.